# Kiss Georgina
Kiss Georgina (férjezett nevén Flach Georgina, Pécs, 1986. szeptember 10. –) magyar költő, műkritikus, magyar-filozófia szakos középiskolai tanár.

## Pályafutása
2005-ben érettségizett Komlón a Nagy László Gimnáziumban. A Pécsi Tudományegyetem Bölcsészettudományi Karán szerzett diplomát magyar-esztétika alapszakon, majd magyar-filozófia tanár mesterszakon. Ezt követően a Pécsi Tudományegyetem Irodalom- és Kultúratudományi Doktori Iskola hallgatója volt Mekis D. János témavezetésével. A magyar tárgyiasság – Tipológia és történeti vázlat című disszertációját 2022-ben védte meg és szerzett PhD-fokozatot.
2014 óta a pécsi Leőwey Klára Gimnázium magyar-filozófia szakos tanára. Első kötete Sötét évszak címmel 2023-ban jelent meg a Napkút Kiadó gondozásában. A kötet 2024-ben Makói Medáliák irodalmi díjban részesült. Rendszeresen publikál, írásai jelentek meg többek között az Alföld, Jelenkor, Tiszatáj, Műút, Műhely, Bárka, Hévíz, KULTer, Ambroozia, Negyed irodalmi folyóiratokban és portálokon. 2018-tól megszűnéséig a József Attila Kör tagja. 2012 és 2014, valamint 2018 és 2020 között a Kerényi Károly Szakkoélégium mentora. 2014 óta Krea néven kreatív írás műhelyt vezet Pécsen, melynek célja a fiatal, elsősorban középiskolás tehetséges fiatalok mentorálása.

## Művei
- Sötét évszak. Versek, Napkút Kiadó, Budapest, 2023

## Családja
Férje Flach Richárd pszichológus. Egy fiúgyermek édesanyja.

## Díjai
- Makói Medáliák (2024)
- Köztársasági ösztöndíj (2010/2011 és 2011/2012 tanév)